# …とするとさしずめこれはサンタの贈り物
『…とするとさしずめこれはサンタの贈り物』は、日本テレビ系列の深夜ドラマ枠のshin-Dにおいて1996年12月11日から12月25日までテレビ放映された作品である。全3話。

## あらすじ
倒産した会社の社員10人が、退職金の代わりに親会社の倉庫から品物を盗むことを計画して実行するも見つけたものは10億円であった。その後10年間の物語を描く。

## 出演者
- 生瀬勝久
- 犬山犬子
- 温水洋一
- 松本恵

## スタッフ
- 脚本：福田卓郎